# مدينة المعرفة (مصر)
مدينة المعرفة هي مؤسسة أكاديمية مصرية، تقع بالعاصمة الإدارية الجديدة غرب الطريق الدائري الإقليمي على مساحة 250 فدان وبتكلفة إنشائية بلغت 2.5 مليار جنيه مصري، بدأ العمل على إنشائها في أغسطس 2019، وتم افتتاحها المرحلة الأولى منها في يونيو 2021، أُنشأت المدينة للعمل على زيادة النمو الرقمي والتفوق التكنولوجي وكذلك رفع قدرات الشباب وتأهيلهم للتفوق في معرفة نظم التكنولوجيا الحديثة، تضم المدينة أربعة منشأت رئيسية وهى جامعة مصر للمعلوماتية، مركز إبداع مصر الرقمية ، مركز البحوث التطبيقية، ومركز تطوير التكنولوجيات.